# Yoo Yong-sung
Dans ce nom coréen, le nom de famille, Yoo, précède le nom personnel.
Yoo Yong-sung est un joueur de badminton sud-coréen né le 25 octobre 1974 à Dangjin.
Avec Lee Dong-soo, il est médaillé d'argent en double masculin aux Jeux olympiques de 2000 à Sydney et aux Jeux olympiques d'été de 2004 à Athènes.